# Équipe d'Afrique du Sud féminine de hockey sur glace
Cet article traite de l'équipe féminine. Pour l'équipe masculine, voir Équipe d'Afrique du Sud de hockey sur glace.
L'équipe d'Afrique du Sud féminine de hockey sur glace est la sélection nationale d'Afrique du Sud regroupant les meilleures joueuses sud-africaines de hockey sur glace féminin lors des compétitions internationales. Elle est sous la tutelle de la South African Ice Hockey Federation. L'Afrique du Sud est classée 36e sur 42 équipes au classement IIHF 2021 .

## Résultats

### Jeux olympiques
L'équipe féminine d'Afrique du Sud n'a jamais participé aux Jeux olympiques.

### Championnats du monde
- 1990-1997 — Ne participe pas
- 1999 — Quatrième du groupe Europe des qualifications pour le Groupe B
- 2000 — Vingt-quatrième (7e des qualifications pour le Groupe B)
- 2001 — Vingt-troisième (4e du Groupe A des qualifications pour la Division I)
- 2003 — Vingt-cinquième (5e de Division III)
- 2004 — Ne participe pas
- 2005 — Vingt-sixième (6e de Division III)
- 2007 — Vingt-septième (6e de Division III)
- 2008 — Trente-deuxième (5e de Division IV)
- 2009 — Division IV annulée
- 2011 — Trente-et-unième (5e de Division IV)
- 2012 — Trente-et-deuxième (6e de Division IIB)
- 2013 — Trente-et-deuxième (6e de Division IIB)
- 2014 — Trente-quatrième (2e de la Qualification pour la Division IIB)
- 2015 — Trente-cinquième (3e de la Qualification pour la Division IIB)
- 2016 — Trente-cinquième (3e de la Qualification pour la Division IIB)
- 2017 — Trente-cinquième (3e de la Qualification pour la Division IIB)
- 2018 — Trente-sixième (3e de la Qualification pour la Division IIB) [3]
- 2019 — Trente-septième (3e de la Qualification pour la Division IIB)
- 2020 — Trente-cinquième (1re de la Division III)
- 2021 — Pas de compétition en raison de pandémie de coronavirus [4].

Note :  Promue ;  Reléguée

### Classement mondial
| Année | Rang | Points | Progression |
| ----- | ---- | ------ | ----------- |
| 2003  | 23   | 505    | -           |
| 2004  | 28   | 505    | -5          |
| 2005  | 28   | 790    | ±0          |
| 2006  | 28   | 465    | ±0          |
| 2007  | 28   | 910    | ±0          |
| 2008  | 28   | 1 105  | ±0          |
| 2009  | 31   | 675    | -3          |
| 2010  | 32   | 400    | -1          |
| 2011  | 31   | 645    | +1          |
| 2012  | 32   | 890    | -1          |

| Année      | Rang | Points | Progression |
| ---------- | ---- | ------ | ----------- |
| 2013       | 32   | 1 135  | ±0          |
| Fév. 2014  | 32   | 755    | ±0          |
| Mai 2014   | 32   | 1 215  | ±0          |
| 2015       | 32   | 1 160  | ±0          |
| 2016       | 33   | 1 125  | -1          |
| 2017       | 32   | 1 105  | +1          |
| Fév. 2018  | 33   | 1 105  | -1          |
| Avril 2018 | 34   | 1 100  | -1          |
| 2019       | 35   | 1 060  | -1          |
| 2020       | 37   | 1 070  | -2          |
| 2021       | 36   | 1 060  | +1          |